# Dan Wesson 738P
 (mars 2021).
Si vous disposez d'ouvrages ou d'articles de référence ou si vous connaissez des sites web de qualité traitant du thème abordé ici, merci de compléter l'article en donnant les références utiles à sa vérifiabilité et en les liant à la section « Notes et références ».
Le Dan Wesson 738P est un revolver compact conçu comme une arme de police et de défense personnelle.

## Technique
- Pays d'origine :  États-Unis
- Fabricant : Dan Wesson Firearms. Produit de 1992 à 1995.
- Finition : Inox mat
- Matériaux : acier inoxydable (canon et barillet) et bois ou caoutchouc durci (crosse)
- Fonctionnement : double action/simpleaction
- Visée : fixe
- Canon : 5 cm.
- Munition :  .38 Special+P
- Capacité  :5 coups
- Longueur :  16,5 cm
- Masse à vide :  690 g environ